# Department of Public Enterprises
Das Department of Public Enterprises (DPE; deutsch: Ministerium für staatliche Unternehmen) ist ein südafrikanisches Ministerium. Es ist für die politische Führung mehrerer staatlicher Unternehmen (SOC – State Owned Company) zuständig.

## Unternehmen
Für folgende staatliche Unternehmen (SOC) ist das Ministerium zuständig (Stand 2024):
Energie und Bergbau:
- Eskom Holdings SOC Ltd.
- Pebble Bed Modular Reactor (Projekt beendet)
- Alexkor SOC Ltd.

Industrie und Forsten:
- Denel (Pty) Ltd.
- South African Forestry Company SOC Ltd. (SAFCOL)

Verkehr:
- South African Express Airways
- Transnet SOC Ltd.

## Geschichte
Das Department of Public Enterprises wurde 1994 als Office of Public Enterprises (OPE) gegründet. 1999 wurde es nach einer Kabinettsentscheidung umstrukturiert und durch die Zusammenführung der bisherigen Struktur mit den State-Owned Enterprises (SOEs) als nationales Ministerium errichtet.

### Minister
- Stella Sigcau von 1994 bis 1999
- Jeff Radebe von 1999 bis 2004
- Malusi Gigaba 1. November 2010 bis 25. Mai 2014
- Lynne Brown 26. Mai 2014 bis 26. Februar 2019
- Pravin Gordhan seit 27. Februar 2018